# 엘림 찬

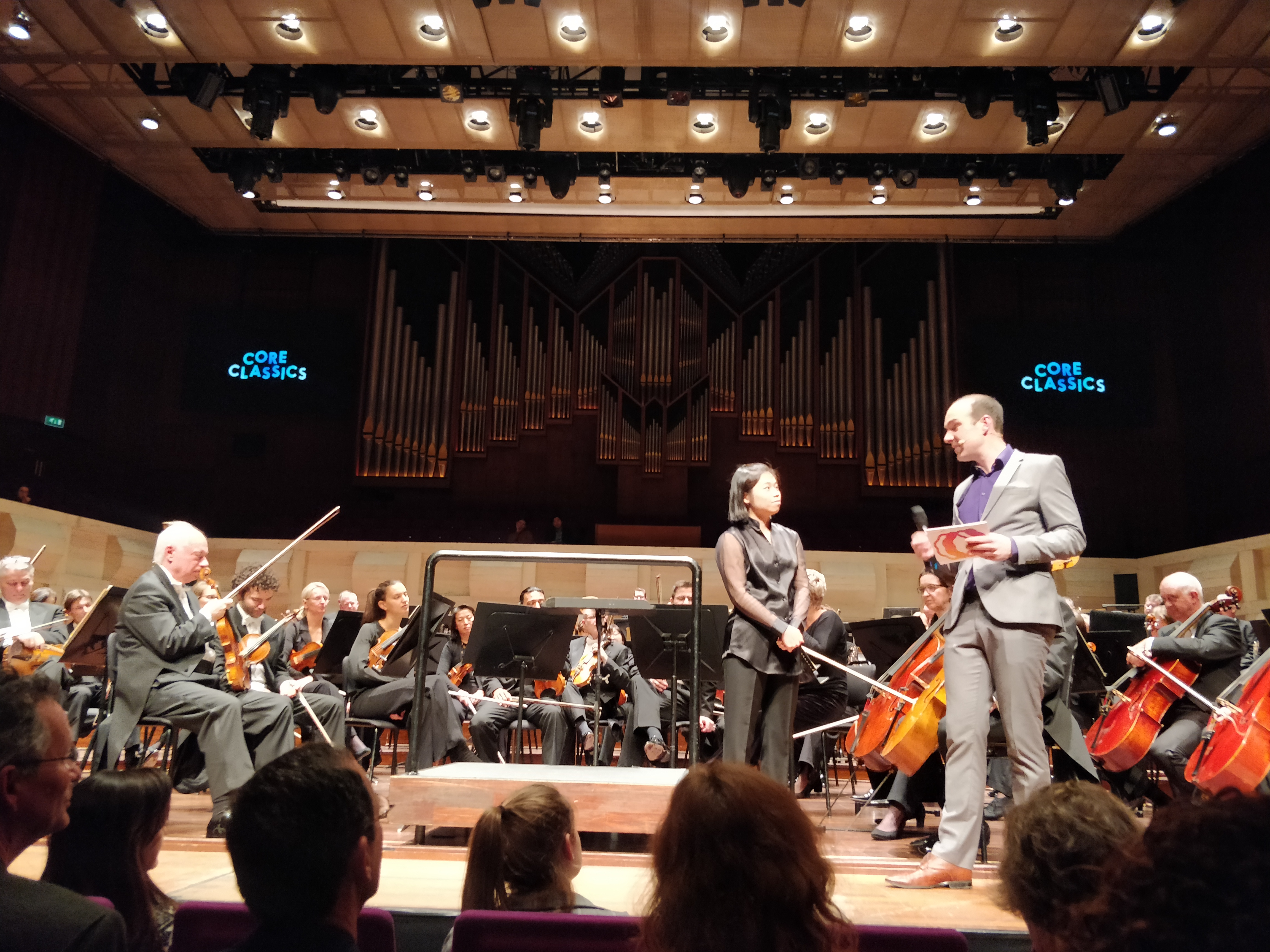
엘림 찬

엘림 찬(Elim Chan, 중국어 정체자: 陳以琳, 간체자: 陈以琳, 병음: chén yǐ lín 천이린, 홍콩, 1986년 11월 18일 ~ )은 홍콩의 지휘자이다. 엘림 찬은 안트베르펜 심포니 오케스트라에서 2019-2020 콘서트 시즌부터 수석 지휘자로 활동했으며, 로얄 스코티쉬 내셔널 오케스트라에서는 2018-2019 시즌부터 수석 객원 지휘자로 활동했다.

## 학력
홍콩에서 어린이 합창단과 함께 노래를 불렀으며, 6살 때부터 피아노 연주를 시작했다. 미국 매사추세츠주에 소재한 스미스 대학교에서 음악 학사 학위를 취득했다. 그 후에는 미시간 대학교에서 공부했고, 미시간 대학교 캠퍼스 심포니 오케스트라와 미시간 팝스 오케스트라의 음악 감독으로 활동했다. 2014년에는 오케스트라 지휘학 석사 및 박사 학위를 취득했으며 지휘자로 졸업했다. 2013년에 브루노 월터 지휘 장학금을 받았고, 2015년에는 스위스 루체른에서 베르나르트 하이팅크와의 마스터 클래스를 수강했다.

## 음악 활동
2014년 12월에 28세의 나이로 도나텔라 플릭 지휘 대회에서 우승을 거머쥐었다. 이 대회에서 우승한 결과로 2015-2016 콘서트 시즌에 런던 심포니 오케스트라의 보조 지휘자로 임명되었다. 2016-2017 시즌에는 로스앤젤레스 필하모닉과 함께 두다멜 펠로우십 프로그램에 참가했다.
2018-2019년에는 토마스 쇤더가드의 뒤를 이어 로얄 스코티쉬 내셔널 오케스트라의 상임 객원 지휘자가 되었다.
2019-2020 시즌부터 벨기에 안트베르펜의 퀸 엘리자베스 홀(Koningin Elisabethzaal)에 상주하며 안트베르펜 심포니 오케스트라의 수석 지휘자로 활동하고 있다. 찬은 에도 데 바르트와 얍 판 츠베덴의 뒤를 이어 안트베르펜 심포니 오케스트라에서 선정한 최연소 수석 지휘자이다12.
또한 마린스키 극장 오케스트라, 홍콩 필하모닉 오케스트라, 런던 심포니 오케스트라, 콘세르트헤바우 관현악단, 룩셈부르크 필하모닉 오케스트라, 필하모니아 오케스트라, 로얄 리버풀 필하모닉 오케스트라, 프랑크푸르트 라디오 심포니 오케스트라, 리옹 국립 오케스트라, 로테르담 필하모닉 오케스트라, 휴스턴 심포니, 웨스트 음악 아카데미와 함께 객원 지휘자로 출연했다.
또한, 캐나다 오타와에서 국립 예술 센터 오케스트라를 지휘하고, 2012년에 서머 뮤직 인스티튜트의 일원으로 오케스트라 드 라 프랑코포니를 지휘했으며, 그곳에서 핑커스 주커만과 협연을 펼쳤다. 이어서 러시아 상트페테르부르크에서 열린 뮤지컬 올림푸스 페스티벌에 참가했으며, 카브릴로 페스티벌 오케스트라와 볼티모어 심포니 오케스트라(마린 올솝, 제라드 슈바르츠, 구스타프 마이어 참여)의 워크숍에 참석했다.

## 가족 관계
엘림 찬은 2020년에 네덜란드 음악상(Nederlandse Muziekprijs)을 받은 네덜란드의 타악기 연주자 도미니크 벨레슈워스와 약혼했다.